# Hingani, Indi
Hingani là một làng thuộc tehsil Indi, huyện Bijapur, bang Karnataka, Ấn Độ.